# 仙妮蕾德
仙妮蕾德國際公司（SUNRIDER）是一間位居全球50個國家地區的直銷公司集團。其主要產品是保健品以及化妝品。

## 歷史
由出生於台灣嘉義的閩南人家庭，高雄醫學大學藥學系畢業的陳得福和來自香港的陳徐愛蓮共同於1982年在美國猶他州創辦，之後遷至美國加州托倫斯市興建世界總部，並從1983年至今進軍大中華市場。

## 外部連結
- 仙妮蕾德國際（页面存档备份，存于）